# Corte de Apelaciones de Guatemala
La Corte de Apelaciones, también conocida como Tribunales o Cortes de Apelaciones, es un conjunto determinado de los tribunales colegiados de segunda instancia pertenecientes al Organismo Judicial, cuya jurisdicción se extiende a todo el país, para el ejercicio de sus facultades judiciales dentro de los procesos establecidos por la Constitución Política de la República  y demás leyes que los facultan para dicha función, como lo hace la Ley del Organismo Judicial, Dto. 2-89 del Congreso de la República, en su artículo 58. Cada sala o corte de apelación está compuesta por un número determinado de jueces llamados Magistrados, dentro de los cuales uno actúa como su Presidente.
La Corte de Apelaciones también pueden sin perjuicio de ello, ocasionalmente, conocer de asuntos en única o primera instancia de los demás asuntos que determine la Ley.
La Corte de Apelaciones dentro de la República de Guatemala, es superior a los Juzgados de Primera Instancia y Juzgados de Paz o Juzgados Menores. La Corte de Apelaciones se encuentra bajo el mando Corte Suprema de Justicia, como instancia judicial próxima inferior o segunda instancia.

## Historia
El 9 de noviembre de 1878 se integró una Asamblea Nacional Constituyente y proclamó la Constitución de 1879. Se dice en la misma que corresponde al Poder Legislativo nombrar al Presidente del Poder Judicial, a los Magistrados de la Corte Suprema de Justicia y a los Magistrados Propietarios y Suplentes de la Corte de Apelaciones. El Congreso tenía la potestad de removerlos de sus cargos en caso de mala conducta, negligencia o ineptitud debidamente comprobada. Se menciona que la Corte Suprema de Justicia será presidida por un Presidente y no por un Regente, como en las Constituciones anteriores. 
Los miembros del Poder Judicial pierden el derecho de antejuicio que anteriores Constituciones le otorgaron. Correspondía al Ejecutivo hacer la distribución de los Magistrados Propietarios y Suplentes y Fiscales de la Corte de Apelaciones entre las Salas respectivas.
El 15 de mayo de 1935, el entonces Presidente de la República, General Jorge Ubico, propuso a la Asamblea Legislativa la necesidad de reformar la Constitución para alargar su período y entre las reformas se incluía otorgar al Poder Legislativo la facultad de nombrar el presidente y a los Magistrados de la Corte de Apelaciones; asimismo el Congreso podía remover a éstos por las causas de mala conducta, negligencia e ineptitud comprobadas y de acuerdo a la ley.
El General Ubico expuso que las reformas eran necesarias porque según él imposibilitaban al Ejecutivo para proceder con la actividad y energía que ciertos casos demandan, a la depuración indispensable del Organismo Judicial. 
En 1985 se decretó una nueva Constitución que entró en vigor el 14 de enero de 1986. En los Artículos comprendidos del 203 al 222 se regula lo concerniente a la elección de los Magistrados de la Corte Suprema de Justicia, Magistrados de Apelaciones, de Primera Instancia y de Paz. En términos generales todo lo referente al Organismo Judicial.
Actualmente, el Sistema de Justicia en Guatemala está integrado de la siguiente forma:
El Organismo Judicial, incluye a la Corte Suprema de Justicia, Tribunales de Apelaciones, y otros órganos colegiados de igual categoría, Juzgados de Primera Instancia y Juzgados de Paz.  La Corte Suprema de Justicia es el tribunal de mayor rango y tiene la responsabilidad de la administración del Organismo Judicial, incluyendo la labor de presupuesto y los recursos humanos. 
La Corte de Constitucionalidad es el máximo tribunal en materia constitucional.
El Ministerio Público, dirigido por el fiscal general de la Nación, ejercita la acción penal con exclusividad y dirige la investigación penal.
El procurador general de la Nación es el representante y asesor jurídico del Estado.  El procurador de los Derechos Humanos es el delegado del Congreso de la República y su función es promover y velar por el respeto y defensa de los derechos humanos. 
El Ministerio de Gobernación es el responsable de la seguridad ciudadana, la administración del sistema penitenciario y de la Policía Nacional Civil.
El Instituto de Defensa Pública Penal (IDPP) apoya a la ciudadanía proporcionando asistencia legal en forma gratuita.
Otras entidades vinculadas al sector de justicia son el Colegio de Abogados y Notarios y las facultades de derecho de las universidades del país.
El martes 13 de octubre de 2009 fueron juramentados los Magistrados Propietarios y Suplentes de la Corte de Apelaciones por los Magistrados de la Corte Suprema de Justicia, específicamente por el presidente del Organismo Judicial y de la Corte Suprema de Justicia el Dr. Erick Alfonso Álvarez Mancilla, Magistrado Vocal I. Los 90 Magistrados Propietarios y a sus 60 Magistrados Suplentes, fueron elegidos el jueves 8 de octubre de 2009 en horas de la madrugada por el Congreso de la República de Guatemala.

## Funciones
Según lo establecido en el artículo 88 de la Ley del Organismo Judicial, corresponde a las salas de la Corte de Apelaciones:
a) Conocer en primera instancia, previa declaratoria del Congreso de haber lugar a juicio, en las causas de responsabilidad contra los funcionarios a que se refiere el inciso h) del artículo 165 de la Constitución Política de la República de Guatemala.
b) Conocer en segunda instancia de los procesos establecidos en la Ley.
c) Conocer de los antejuicios cuyo conocimiento no esté atribuido por esta Ley o por la Constitución Política de la República de Guatemala a otro órgano.
d) Cuidar que los jueces de primera instancia, jueces menores o cualesquiera otras personas cumplan sus funciones y los plazos con apego a la ley y evacuen las diligencias que por despacho o en otra forma se les encargue. Deberán sancionarlos, en caso de incumplimiento, con multa de Veinticinco Quetzales (Q.25.00), salvo en casos debidamente justificados.
e) Mantener la disciplina de los tribunales en todo el distrito de su jurisdicción, velando por la conducta oficial de los Jueces de Primera Instancia, y haciéndoles cumplir todos los deberes que las leyes les imponen.
f) Vigilar la conducta oficial de sus secretarios y empleados subalternos, a quienes así como a los jueces, podrán corregir aplicando las sanciones determinadas por la Ley, poniendo el caso en conocimiento del Presidente del Organismo Judicial.
g) En casos urgentes, conceder licencia a los secretarios y demás empleados, para que se ausenten de su trabajo por no más de ocho días, pero si fuere necesario el nombramiento de sustituto, el caso se pondrá en conocimiento del Presidente del Organismo Judicial.
h) Llamar al suplente que corresponda en caso de que por cualquier motivo quedare desintegrada.
i) Conocer en consulta de los procesos cuando legalmente proceda confirmando, modificando o revocando la resolución recibida en grado.
j) En los casos determinados por la ley, conocer en recurso de reposición de los autos originarios de la misma sala.
k) Ejercer las demás atribuciones y funciones que fijen otras leyes, los reglamentos y acuerdos emitidos por la Corte Suprema de Justicia.

## Integración de las Salas de la Corte de Apelaciones
Según el artículo 87 de la Ley del Organismo Judicial, cada sala se compone de la siguiente manera:
- Un magistrado propietario presidente, electo por la Corte Suprema de Justicia, dicha elección se hace entre los tres magistrados propietarios que conformen dicha sala de la Corte de Apelaciones.
- Dos magistrados Propietarios; y
- Dos Magistrados Suplentes, para los casos que sean necesarios.

Así mismo, también podrá la Corte Suprema de Justicia aumentar el número de magistrados de cada sala cuando así lo exijan las circunstancias y esto es aplicable en todos los tribunales colegiados.
pero solo si cumplen con los mandatos y leyes reguladoras

## Presidencia de la Salas de la Corte de Apelaciones
Según el artículo 89 de la Ley del Organismo Judicial, los presidentes de salas y tribunales colegiados son la autoridad superior del tribunal; supervisarán el trámite de todos los asuntos, sustanciándolos hasta dejarlos en estado de resolverlos.  Los presidentes mantendrán el orden en el tribunal y cuando se celebre vista o audiencia pública dictará las disposiciones que crean convenientes, debiendo proceder contra cualquier persona que desobedezca o las perturbe.

### Elección y nombramiento
Según el artículo 87 de la Ley del Organismo Judicial, el presidente de dicha sala o tribunal será electo y nombrado por la Corte Suprema de Justicia y dicha elección sucederá dentro de los Tres Magistrados Propietarios nombrados a la sala.

### Sustitución
Según el artículo 91 de la Ley del Organismo Judicial, en ausencia o por impedimento del presidente de un tribunal colegiado, hará sus veces el magistrado que le siga en orden numérico.

## Magistrados de la Corte de Apelaciones
La Corte de Apelaciones está conformada por 230 Magistrados, distribuidos en 46 salas de la Corte de Apelaciones.

### Requisitos
Según el artículo 217 de la Constitución, Para ser magistrado de la Corte de Apelaciones, se requiere, además de los requisitos señalados en el artículo 207, se requiere lo siguiente:
- Ser mayor de treinta y cinco años;
- Haber sido Juez de Primera Instancia o haber ejercido por más de cinco años la profesión de Abogado.

### Elección
Los Magistrados Titulares a que se refiere este artículo serán electos por el Congreso de la República de Guatemala, de una nómina que contenga el doble del número (actualmente una nómina de 180 candidatos a dichos cargos) a elegir propuesta por una Comisión de Postulación integrada por:
- Un Representante de los Rectores de las Universidades de Guatemala, quien la preside;
- Los Decanos de las Facultades de Derecho o Ciencias Jurídicas y Sociales de cada Universidad de Guatemala;
- Un número equivalente de miembros electos por la Asamblea General del Colegio de Abogados y Notarios de Guatemala; y
- Un número equivalente de miembros electos por los magistrados de la Corte Suprema de Justicia.

La elección de candidatos requiere el voto de por lo menos las dos terceras partes de los miembros de la Comisión.  En las votaciones tanto para integrar la Comisión de Postulación como para la integración de la nómina de candidatos, no se aceptará ninguna representación.

### Impedimentos
Según el artículo 90 de la Ley del Organismo Judicial, Por ausencia temporal de un Magistrado Propietario se llamará a uno de los suplentes. En caso de muerte o impedimento absoluto o de renuncia del Magistrado Propietario, el Congreso de la República elegirá a la persona que deba sustituirlo para completar el periodo constitucional, conforme el procedimiento establecido en el artículo 217 de la Constitución.

### Residencia
Según el artículo 92 de la Ley del Organismo Judicial, los Magistrados tienen la obligación de residir en el lugar donde tenga su sede el tribunal al cual pertenezcan y de donde no podrán ausentarse los días hábiles, sin previo permiso del Presidente del Organismo Judicial, salvo por razones de servicio. El incumplimiento de este artículo será considerado falta grave.

## Salas o Tribunales de la Corte de Apelaciones
Según el artículo 218 de la Constitución y el artículo 86 de la Ley del Organismo Judicial, la Corte de Apelaciones se integrará con el número de salas que determine la Corte Suprema de Justicia, así como también serán determinadas sus sedes y jurisdicción por dicha institución.
Actualmente la Corte de Apelaciones se encuentra conformada por 30 salas o tribunales, las cuales están dispuestas según lo decidido por la Corte Suprema de Justicia. Las salas o tribunales de la Corte de Apelaciones son las siguientes:
| N.º | Sala o tribunal                                                       | N.º de integrantes |
| --- | --------------------------------------------------------------------- | ------------------ |
| 1   | Sala Primera de Apelaciones del Ramo Penal                            | 5 magistrados      |
| 2   | Sala Segunda de Apelaciones del Ramo Penal                            | 5 magistrados      |
| 3   | Sala Tercera de Apelaciones del Ramo Penal                            | 5 magistrados      |
| 4   | Sala Cuarta de Apelaciones del Ramo Penal                             | 5 magistrados      |
| 5   | Sala Quinta de Apelaciones del Ramo Penal                             | 5 magistrados      |
| 6   | Sala Sexta de Apelaciones del Ramo Penal                              | 5 magistrados      |
| 7   | Sala Regional Mixta de Apelaciones de Jalapa                          | 5 magistrados      |
| 8   | Sala Regional Mixta de Apelaciones de Zacapa                          | 5 magistrados      |
| 9   | Sala Regional Mixta de Apelaciones de Antigua Guatemala, Sacatepéquez | 5 magistrados      |
| 10  | Sala Regional Mixta de Apelaciones de Retalhuleu                      | 5 magistrados      |
| 11  | Sala Regional Mixta de Apelaciones de Cobán, Alta Verapaz             | 5 magistrados      |
| 12  | Sala Regional Mixta de Apelaciones de Huehuetenango                   | 5 magistrados      |
| 13  | Sala Regional Mixta de Apelaciones de Petén                           | 5 magistrados      |
| 14  | Sala Regional Mixta de Apelaciones de Coatepeque, Quetzaltenango      | 5 magistrados      |
| 15  | Sala Primera de Apelaciones del Ramo Civil                            | 5 magistrados      |
| 16  | Sala Segunda de Apelaciones del Ramo Civil                            | 5 magistrados      |
| 17  | Sala Tercera de Apelaciones del Ramo Civil                            | 5 magistrados      |
| 18  | Sala Cuarta de Apelaciones del Ramo Civil                             | 5 magistrados      |
| 19  | Sala de Apelaciones de Familia                                        | 5 magistrados      |
| 20  | Sala Primera de Apelaciones de Trabajo                                | 5 magistrados      |
| 21  | Sala Segunda de Apelaciones de Trabajo                                | 5 magistrados      |
| 22  | Sala Tercera de Apelaciones de Trabajo                                | 5 magistrados      |
| 23  | Sala Cuarta de Apelaciones de Trabajo                                 | 5 magistrados      |
| 24  | Sala Primera de Apelaciones de lo Contencioso Administrativo          | 5 magistrados      |
| 25  | Sala Segunda de Apelaciones de lo Contencioso Administrativo          | 5 magistrados      |
| 26  | Sala Tercera de Apelaciones de lo Contencioso Administrativo          | 5 magistrados      |
| 27  | Sala Cuarta de Apelaciones de lo Contencioso Administrativo           | 5 magistrados      |
| 28  | Sala Quinta de Apelaciones de lo Contencioso Administrativo           | 5 magistrados      |
| 29  | Tribunal de Segunda Instancia de Cuentas y Conflictos de Jurisdicción | 5 magistrados      |
| 30  | Sala de Apelaciones de la Niñez y Adolescencia                        | 5 magistrados      |
| **  | Salas no especificadas                                                | 60 magistrados     |

## Organización
La Corte de Apelaciones en el Área Jurisdiccional del Organismo Judicial se conforma con las siguientes salas
- Salas Penales
- Salas Civiles
- Salas Regionales Mixtas o Mixtos Departamentales
- Sala de Familia
- Salas de Trabajo y Previsión Social
- Sala de la Niñez y de la Adolescencia
- Tribunal de Segunda Instancia de Cuentas y Conflictos de Jurisdicción
- Salas de lo Contencioso-Administrativo

## Materia de antejuicio

### Definición
El derecho de antejuicio es la garantía que la Constitución Política de la República o leyes específicas otorgan a los dignatarios y funcionarios públicos de no ser detenidos ni sometidos a procedimiento penal ante los órganos jurisdiccionales correspondientes, sin que previamente exista declaratoria de autoridad competente que ha lugar a formación de causa, de conformidad con las disposiciones establecidas en la ley que regula dicha materia. El antejuicio es un derecho inherente al cargo, inalienable, imprescriptible e irrenunciable.
El derecho de antejuicio termina cuando el dignatario o funcionario público cesa en el ejercicio del cargo, y no podrá invocarlo en su favor aun cuando se promueva por acciones sucedidas durante el desempeño de sus funciones.

### Competencia
A las Salas de la Corte de Apelaciones les corresponde conocer y resolver el antejuicio en contra de los funcionarios siguientes:
1. Candidatos a alcaldes municipales;
2. alcaldes municipales electos;
3. alcaldes municipales;
4. candidatos a diputados;
5. diputados electos;
6. gobernadores departamentales titulares y suplentes cuando estén encargados del Despacho;
7. director general y director general adjunto y subdirectores generales de la Policía Nacional Civil; y
8. agentes fiscales del Ministerio Público.

Las Salas de La Corte de Apelaciones conocen el antejuicio cuyo conocimiento no este atribuido por esta Ley o por la Constitución Política de la República a otro órgano.

### Procedimiento
Las Salas de la Corte de Apelaciones actuarán en materia de antejuicio de conformidad con el procedimiento establecido para la Corte Suprema de Justicia, nombrando a un juez pesquisidor dentro de los magistrados de la propia Sala, o a un juez de primera instancia del Ramo Penal.